# Harley Rodeka
Harley Rodeka (nascut el 26 de març de 1986) és un futbolista neozelandès que actualment juga com a centrecampista pel Hawke's Bay United del Campionat de Futbol de Nova Zelanda.

## Trajectòria esportiva
Rodeka inicià la seva carrera esportiva amb l'Otago United el gener de 2010. Va debutar amb l'equip el 28 de febrer en un partit contra el Canterbury United en què perderen 2 a 0 a English Park, Christchurch. Al llarg d'aquella temporada Rodeka tan sols jugà en un partit més.
La temporada següent va aconseguir marcar el seu primer gol pel club. Va marcar en el 46è minut en un partit contra el Waikato FC en un partit que acabaria empatat 2 a 2 el 15 de gener de 2011. Al llarg d'aquella temporada de la lliga va jugar en 11 partits.
Rodeka en la temporada 2011-12 va continuar amb l'Otago United i va jugar en 13 partits. A més, va aconseguir marcar un total de 5 gols pel club.
Rodeka va ser transferit al Hawke's Bay United a l'iniciar la temporada 2012-13.